# Hans Krohn
Hans Krohn, född 11 oktober 1919 i Hamburg, död där 17 november 2012, var en Oberfeldwebel i Luftwaffe under andra världskriget och var i tjänst för Nazityskland. Han var mottagare av Riddarkorset, som delades ut för mod eller särskilt framgångsrikt militärt ledarskap. Under sin karriär deltog han även i 965 uppdrag som radiooperatör och skytt. Han var sedan 19 års ålder medlem i Nationalsocialistiska tyska arbetarpartiet NSDAP.